# Timur i ego komanda
Timur i ego komanda (Тимур и его команда) è un film del 1940 diretto da Aleksandr Efimovič Razumnyj.